# Serienummer

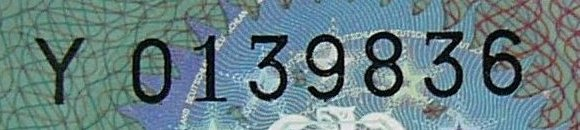
Serienummer van een identiteitsbewijs

Een serienummer is een unieke code die door de fabrikant aan een exemplaar uit een reeks producten gegeven wordt. Het is bedoeld om dit specifieke exemplaar te kunnen identificeren en kan bestaan uit cijfers of een combinatie van cijfers en letters (alfanumerieke tekens).
Het serienummer dient niet verward te worden met het nummer dat sommige fabrikanten aan een productreeks (serie) zelf geven: het is niet het nummer van de serie, maar het nummer binnen de serie. Zo gebruiken de Nederlandse Spoorwegen de locserie 1700. De individuele locomotieven hebben naast het typenummer 1700 allemaal hun eigen serienummer, dat in spoorwegjargon meestal materieelnummer genoemd wordt.

## Doel van het serienummer
Het gebruik van een serienummer ter identificatie van een product dient veelal om het verlenen van service te kunnen vereenvoudigen (denk aan vragen rondom garantie, reparatie of vervanging). Ook bij eventuele terugroepacties is een serienummer van belang en het speelt tevens een rol bij het herkennen van vervalsingen. Voor de tussenhandel en de detailhandel is het serienummer belangrijk omdat men daarmee een product goed kan volgen en altijd kan weten waar het zich bevindt. De consument heeft dit nummer nodig om bij de leverancier een beroep te doen op service en garantie. Ook bij het doen van aangifte in het onverhoopte geval dat het product wordt gestolen is het belangrijk om het serienummer erbij te voegen, zodat het product door de politie herkend kan worden als het wordt teruggevonden. Bij sommige zaken, zoals voertuigen en vaartuigen, heeft het serienummer (frame- of chassisnummer) ook nog een functie bij de wettelijke registratie.

## Uniek zijn van het serienummer
Het serienummer is niet altijd uniek, en wel om twee redenen. De ene reden is dat er tussen fabrikanten meestal geen overleg plaatsvindt over het uitdelen van serienummers. Het kan dus zijn dat bijvoorbeeld een fabrikant van combimagnetrons en een fabrikant van buitenboordmotoren dezelfde serienummers gebruiken. Een uitzondering hierop is het IMEI-nummer van een mobiele telefoon of pda; dit is altijd uniek, van welke fabrikant de telefoon ook is.
De andere reden voor het niet altijd uniek zijn van serienummers is dat het in sommige gevallen voorkomt dat een hele partij goederen hetzelfde serienummer krijgt. Dit is bijvoorbeeld in het verleden wel gebeurd bij een partij rompen voor motorboten, die allemaal hetzelfde HIN (Hull Identification Number) kregen. Ook goedkope fietsen die via parallelle import zijn ingevoerd, hebben weleens allemaal hetzelfde framenummer.
Dit zijn echter uitzonderingen. In de meeste gevallen kan men ervan uitgaan dat de combinatie van merk, type en serienummer uniek is.

## Achterhalen van het serienummer
Het serienummer wordt vrijwel altijd op het product zelf aangebracht. Vaak wordt het herhaald op de verpakking en op de pakbon en/of de factuur. Meestal staat in de gebruiksaanwijzing waar het serienummer gevonden kan worden. Bij elektronica (computers, audio- en videoapparatuur en dergelijke) staat het serienummer vrijwel altijd op de achterkant of de onderkant van het apparaat. Bij mobiele telefoons en pda’s staat het serienummer meestal op de bodem van het batterijvak. Dan moet men dus de batterij eruit halen om het serienummer te lezen. De meeste telefoons en pda’s hebben zowel een serienummer als een IMEI-nummer. Beide nummers staan in het batterijvak. Het IMEI-nummer kun je daarnaast op de meeste telefoons opvragen door *#06# in te toetsen.
Het serienummer wordt vaak (maar lang niet altijd) aangegeven door de tekst "serial number" of "S/N". In de buurt van het serienummer staat vaak ook een typenummer of onderdeelnummer. Dit is niet uniek en meestal gelijk voor een hele serie producten. Bij elektronische apparaten wordt dit nummer vaak aangegeven door "part number" of "P/N". Ook vind je daar in de buurt vaak het EAN. Ook het EAN is niet uniek. Tegenwoordig worden al deze nummers vaak door streepjescodes weergegeven, wat het gemakkelijker maakt om ze geautomatiseerd te herkennen.
Als het product zelf niet meer aanwezig is (bijvoorbeeld wanneer het gestolen is), kan het serienummer vaak worden teruggevonden op de verpakking of op de aankoopnota.